# Abri Gay
L’abri Gay est un abri sous roche assez vaste situé dans le massif du Jura, dans la commune de Poncin, dans l'Ain, en France. Il a livré notamment des vestiges magdaléniens et aziliens.

## Situation
L'abri Gay se trouve 1,5 km à l'ouest du bourg de Poncin et à 700 m en aval de la grotte de la Colombière, sur la rive gauche opposée de l'Ain, à une altitude de 275 m,,.

## Historique
J. Pissot et le Dr. Le Teissier ont mené une première fouille du site dans les années 1930. Ils ont identifié une douzaine de niveaux archéologiques.
Une étude sédimentologique et palynologique de l'abri, menée en 1980 sur plus de 10 m de profondeur, a permis de mettre en évidence une occupation humaine s'échelonnant de l'époque gallo-romaine jusqu'au Magdalénien final.

## Vestiges archéologiques

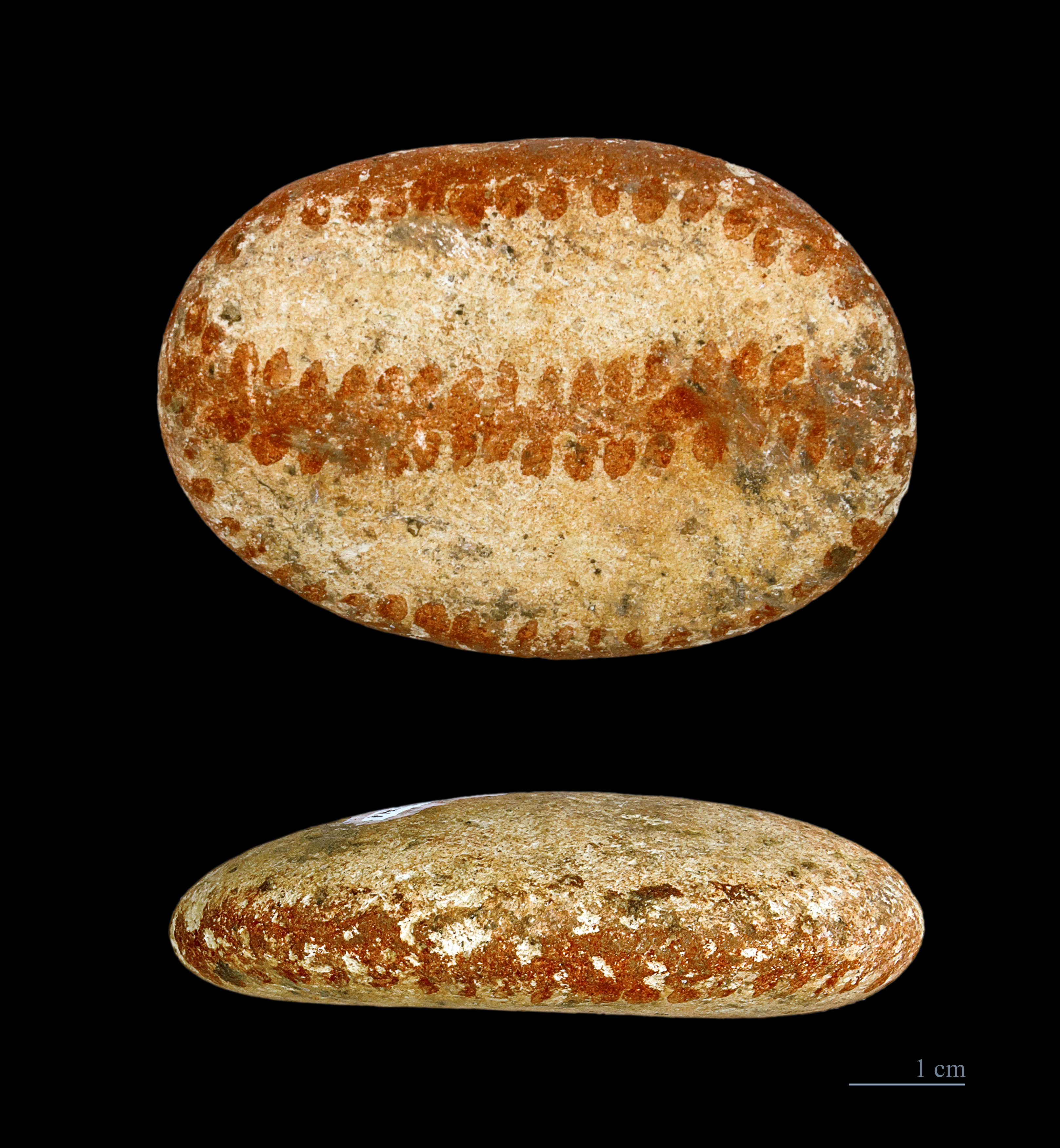
Galet peint de la grotte du Mas-d'Azil (Muséum de Toulouse).

L'abri Gay fait partie des huit grottes de la région du Jura et du bassin rhodanien ayant livré des artéfacts aziliens, en l'occurrence onze galets peints et/ou gravés, datés en 1980 de 11 660 ans +/- 240 ans avant le présent (AP), très semblables à ceux découverts dans la grotte du Mas-d'Azil, en Ariège,.

## Protection
L'abri Gay figure sur la liste des sites naturels classés de l'Ain depuis le 24 juin 1936.